# Tacciana Hryhorjewa
Tacciana Hryhorjewa (biał. Таццяна Грыгор’ева; ur. 17 maja 1987) – białoruska zapaśniczka walcząca w stylu wolnym. Zajęła dziesiąte miejsce na mistrzostwach świata w 2008. Szósta w Pucharze Świata w 2007 i ósma w 2009. Trzecia na ME juniorów w 2006 roku.